# Липатов, Николай Никитович
Николай Никитович Липатов (04.02.1923, Москва — 10.09.1994, там же) — советский и российский учёный в области технологии, оборудования для переработки молока и расширения ассортимента молочных продуктов, академик ВАСХНИЛ (1988).

## Биография
Окончил Московский химико-технологический институт мясной и молочной промышленности (МТИМИП) (1951). До 1965 г. работал там же: ассистент, старший преподаватель, доцент, одновременно в 1952—1961 заместитель декана, декан.
Далее:
- 1965—1978 директор ВНИИ молочной промышленности.
- 1978—1994 заведующий кафедрой Московского института народного хозяйства им. Г. В. Плеханова.
- 1992—1994 академик-секретарь Отделения хранения и переработки с.-х. продукции РАСХН.

Похоронен на Николо-Архангельском кладбище.
Сын — Никита Николаевич Липатов, академик РАСХН.

## Научная деятельность
Специалист в области технологии, оборудования для переработки молока и создания широкого ассортимента молочных продуктов.
Под его руководством созданы и внедрены в производство линии непрерывно-поточного способа производства творога. Автор саморазгружающихся, многосекционных и комбинированных сепараторов. Разработчик промышленных методов производства сухих молочно-растительных продуктов. Автор учебников и учебных пособий. Получил около 80 авторских свидетельств и патентов на изобретения.

### Научные труды
- Оборудование молочных заводов / соавт. В. Д. Сурков. — М.: Пищепромиздат, 1958. — 438 с.
- Сепарирование в молочной промышленности. — М.: Пищ. пром-сть, 1971. — 400 с.
- Мембранные методы разделения молока и молочных продуктов / соавт.: В. А. Марьин, Е. А. Фетисов. — М.: Пищ. пром-сть, 1976. — 168 с.
- Сухое молоко / соавт. В. Д. Харитонов. — М.: Лег. и пищ. пром-сть. 1981. — 264 с.

## Награды и звания
Заслуженный деятель науки и техники РСФСР (1973). Лауреат премии Совета Министров СССР (1987). Награждён орденом Трудового Красного Знамени (1971), 4 медалями.
Доктор технических наук (1966), профессор (1968), академик ВАСХНИЛ (1988).